# Жажда жизни (фильм, 1956)
«Жажда жизни» (англ. Lust for Life) — американский кинофильм 1956 года режиссёра Винсента Миннелли. Фильм снят по одноимённому роману Ирвинга Стоуна. Картина точно воспроизводит сюжетные линии романа, в общих чертах отражающего биографию Винсента Ван Гога, тяжёлого пути художника и его безумия, приведшего к самоубийству.

## Сюжет
После смерти отца Ван Гог перебрался в Париж, примкнул к художникам-импрессионистам. Однажды Ван Гог познакомился с художником Полем Гогеном. Время проходило в работе и творческих спорах, переходящих в ссоры. Ван Гог все чаще переживал приступы безумия: во время одного из них он отрезал себе мочку уха…

## В ролях
- Кирк Дуглас — Винсент Ван Гог
- Энтони Куинн — Поль Гоген
- Джеймс Дональд — Тео Ван Гог
- Генри Дэниелл — Теодор Ван Гог, отец Тео и Винсента
- Памела Браун — Кристина
- Мадж Кеннеди — Анна Корнелия Ван Гог
- Изобел Элсом — миссис Стрикер
- Уильям Фиппс — Эмиль Бернар

## Награды и номинации

### «Оскар»
- 1957 — премия в категории «Лучшая мужская роль второго плана» (Энтони Куинн)
- 1957 — номинация в категории «Лучшая мужская роль» (Кирк Дуглас)
- 1957 — номинация в категории «Лучший адаптированный сценарий»
- 1957 — номинация в категории «Лучшая работа художника (цветные фильмы)»

### «Золотой глобус»
- 1957 — премия в категории «Лучшая мужская роль» (Кирк Дуглас)
- 1957 — номинация в категории «Лучший фильм (драма)»
- 1957 — номинация в категории «Лучший режиссер» (Винсент Миннелли)
- 1957 — номинация в категории «Лучшая мужская роль второго плана» (Энтони Куинн)